# Liste der Kulturdenkmäler in Mommenheim (Rheinhessen)
In der Liste der Kulturdenkmäler in Mommenheim sind alle Kulturdenkmäler der rheinland-pfälzischen Ortsgemeinde Mommenheim aufgeführt. Grundlage ist die Denkmalliste des Landes Rheinland-Pfalz (Stand: 3. April 2024).

## Denkmalzonen
| Bezeichnung                    | Lage                                              | Baujahr         | Beschreibung | Bild                           |
| ------------------------------ | ------------------------------------------------- | --------------- | --- | ------------------------------ |
| Denkmalzone Dalberger Garten   | Dalbergergarten 7 Lage                            | 18. Jahrhundert | angelegt im 18. Jahrhundert, in den 1930er Jahren von dem Bildhauer und Maler Willy Rahmstorff zum „Skulpturengarten“ umgewidmet; durch metallene Spaliere gebildetes quadratisches Wegenetz mit zentralem Rondell; sechseckiges Gartenhaus, filigran vergitterte Holzkonstruktion; von Rahmstorff Brunnen am Rondell und zwei weibliche Akte, Kunststein, Sitzfigur eines Kindes | BW                             |
| Denkmalzone Jüdischer Friedhof | südlich des Ortes; Flur Auf dem Lazarienberg Lage | um 1870         | um 1870 angelegtes Rechteckareal; 17 Grabsteine, gründerzeitlich-historisierend bis zu sachlicherer Formensprache, von 1878 bis etwa 1924 | weitere Bilder Fotos hochladen |

## Einzeldenkmäler
| Bezeichnung                         | Lage                                          | Baujahr                            | Beschreibung | Bild                           |
| ----------------------------------- | --------------------------------------------- | ---------------------------------- | --- | ------------------------------ |
| Bahnhof Mommenheim                  | Bahnhofstraße 39 Lage                         | 1896                               | ehemaliger Bahnhof; stattlicher spätgründhistoristischer Typenbau, bichromes Klinkermauerwerk, 1896 | Fotos hochladen                |
| Evangelische Pfarrkirche            | Gaustraße 2 Lage                              | vor 1472                           | im Gesamtbild spätgotisch geprägter Bau mit mehreren Bauphasen: spätgotischer Chor, ehemals bezeichnet 1472, im Kern romanisches(?) Schiff, um 1700 erweitert; malerische Gruppe mit der parallel angeordneten katholischen Kirche inmitten des Alten Friedhofs | weitere Bilder Fotos hochladen |
| Katholische Kirche St. Martin       | Gaustraße 4 Lage                              | 1717–20                            | im Kern barocker Saalbau mit Walmdach, 1717–20 (Erweiterung 1963), mit Ausstattung; malerische Gruppe mit der parallel angeordneten evangelischen Pfarrkirche inmitten des Alten Friedhofs | weitere Bilder Fotos hochladen |
| Alter Friedhof                      | Gaustraße, bei Nr. 2 und 4 Lage               | zweite Hälfte des 19. Jahrhunderts | auf dem Friedhof - Kriegerdenkmal 1870/71, reliefierter Obelisk, wohl um 1880 - Kriegerdenkmal 1914/18 Soldat auf Piedestal, 1930/31, Bildhauer Willy Rahmstorff, Mommenheim - Grabmal Eheleute Anton Herberg III († 1870): hochgesockeltes Sandsteinkruzifix, in der Achse des Treppenaufgangs von der Straße mit der Wirkung eines Friedhofskreuzes - Grabmal Elisabetha Katharina Leip († 1864): gotisierend mit Blendmaßwerk - Grabmal Eheleute Johann Georg Landgraf († 1864): spätklassizistisch-historisierende Stele mit Reliefs - Grabmal Johann Adam Windisch († 1870): Säulenstumpf mit Draperie - Grabmal Johann Peter Windisch I († 1870): Halbkreisgiebel und Reliefs - Grabmal Johann Niebergall III († 1871): schlanke Stele mit Kreuzaufsatz - zwei barocke Grabkreuze, eines mit Kreuzigungsgruppe - Grabmal Georg Adam Geib († 1882): gebrochene Säule mit Draperie - Grabmal Maria Magdalena Windisch geborene Kappel († 1884): antikische Bekrönung - Grabmal Maria Schnell († 1892): pfeilerförmig mit Vasenaufsatz - Grabmal Anna Katharina Schork († 1892): Baumkreuz mit Blumen und Anker - Grabmal Georg Adam Reck († 1893): gedrungener Obelisk mit Reliefs - Grabmal Maria Eva Herberg († 1895): schmuckvolles Gusseisenkruzifix - Grabmal Anna Roth († 1897): Obelisk aus Granit - Grabmal Anna Maria Schnell († 1900): akroterbekrönte Segmentgiebelverdachung - Grabmal Eheleute Johann Kraffert († 1902): Segmentgiebelaufsatz - Grabmal Eheleute Ludwig Geib († 1903): neugotisch mit Blendmaßwerk | weitere Bilder Fotos hochladen |
| Hofanlage                           | Gaustraße 19 Lage                             | 18. und 19. Jahrhundert            | Vierseithof, 18. und 19. Jahrhundert; stattlicher barocker Krüppelwalmdachbau, teilweise Fachwerk, wohl aus der ersten Hälfte des 18. Jahrhunderts, Scheune bezeichnet 1899, zwei Stallgebäude, 18. und 19. Jahrhundert, Hoftorbogen bezeichnet 1737 | weitere Bilder Fotos hochladen |
| Hofanlage                           | Herrngasse 7 Lage                             | 17. bis 19. Jahrhundert            | Hofanlage, 17. bis 19. Jahrhundert; stattlicher Barockbau, teilweise Zierfachwerk, wohl aus dem späten 17. Jahrhundert, winkelförmige Ökonomie, teilweise Fachwerk, 19. Jahrhundert | Fotos hochladen                |
| Spar- und Darlehenskasse Mommenheim | Hindenburgstraße 30 Lage                      | nach 1892                          | ehemaliges Geschäftslokal der „Spar- und Darlehenskasse“ Mommenheim; eineinhalbgeschossiger Krüppelwalmdachbau mit Fachwerkpartien, nach 1892, Erdgeschoss um eine Achse mit Altan erweitert | Fotos hochladen                |
| Hofanlage                           | Hindenburgstraße 50 Lage                      | 17. bis 19. Jahrhundert            | stattlicher Parallelhof, 17. bis 19. Jahrhundert; barockes Fachwerkhaus, teilweise massiv ersetzt, spätes 17. und 18. Jahrhundert; großvolumige Scheune wohl aus der ersten Hälfte des 19. Jahrhunderts, Doppelschweinstall bezeichnet 1804, in der Hofmauer Pfortensturz, bezeichnet 1798 | Fotos hochladen                |
| Domstifthof                         | Hindenburgstraße 58 Lage                      | zweite Hälfte des 18. Jahrhunderts | spätbarocker Putzbau, wohl aus der zweiten Hälfte des 18. Jahrhunderts, 1909 renoviert, großvolumige Backstein-Ökonomie mit Kelterhaus, 1878, im Garten Brunnen, Gusseisen, Mitte des 19. Jahrhunderts | weitere Bilder Fotos hochladen |
| Torbogen                            | Rheinstraße, an Nr. 29 Lage                   | 1716                               | barocker Torbogen, bezeichnet 1716 | Fotos hochladen                |
| Wohnhaus                            | Schulstraße 6 Lage                            | erste Hälfte des 18. Jahrhunderts  | stattliches barockes Wohnhaus, teilweise Fachwerk (verputzt), wohl aus der ersten Hälfte des 18. Jahrhunderts, in der Toranlage mit Fußgängerpforte vermauert eine reliefierte Grabplatte, 18. Jahrhundert | weitere Bilder Fotos hochladen |
| Hofanlage                           | Schulstraße 10 Lage                           | 17. bis 19. Jahrhundert            | Hakenhof, 17. bis 19. Jahrhundert; verputztes Fachwerkhaus, bezeichnet 1683, zweiteilige Toranlage, Scheune in Klinkerbauweise, um 1900; straßenbildprägend | Fotos hochladen                |
| Wasserbehälter                      | westlich des Ortes; Flur Am Endbergshohl Lage | 1904                               | kubischer Jugendstil-Typenbau mit Zinnenkranz, bezeichnet 1904, Architekt Wilhelm Lenz, Kulturinspektion Mainz | weitere Bilder Fotos hochladen |